# Бомболін
Бомболін (пол. Bąbolin, нім. Bombolin) — село в Польщі, у гміні Ґневково Іновроцлавського повіту Куявсько-Поморського воєводства.
Населення — 98 осіб (2011).
У 1975-1998 роках село належало до Бидгощського воєводства.

## Демографія
Демографічна структура станом на 31 березня 2011 року:
|          | Загалом | Допрацездатний вік | Працездатний вік | Постпрацездатний вік |
| -------- | ------- | ------------------ | ---------------- | -------------------- |
| Чоловіки | 53      | 9                  | 40               | 4                    |
| Жінки    | 45      | 12                 | 28               | 5                    |
| Разом    | 98      | 21                 | 68               | 9                    |